# Campeonato do Reino Unido de Ciclismo em Estrada

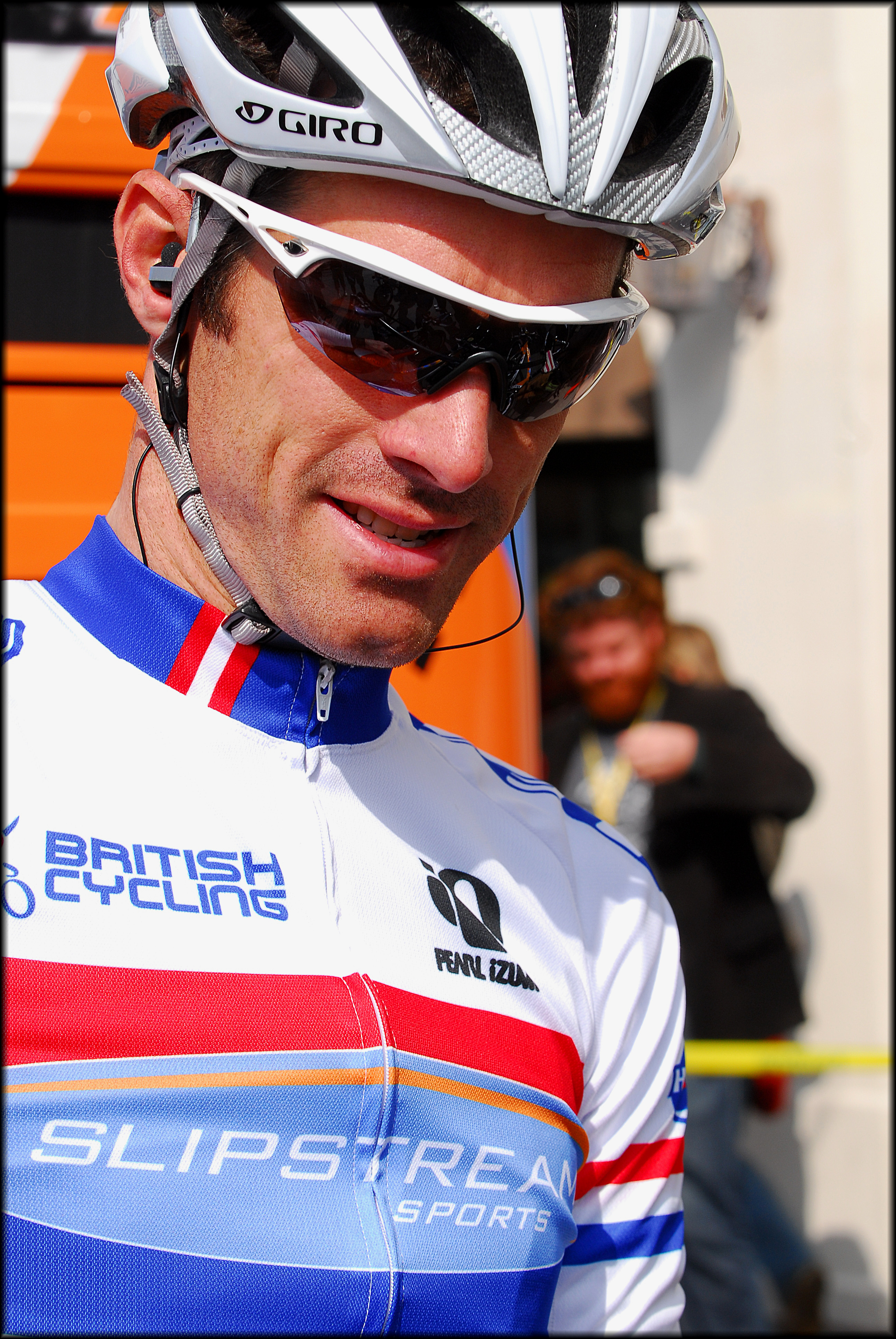
David Millar com a camisa de campeão do Reino Unido

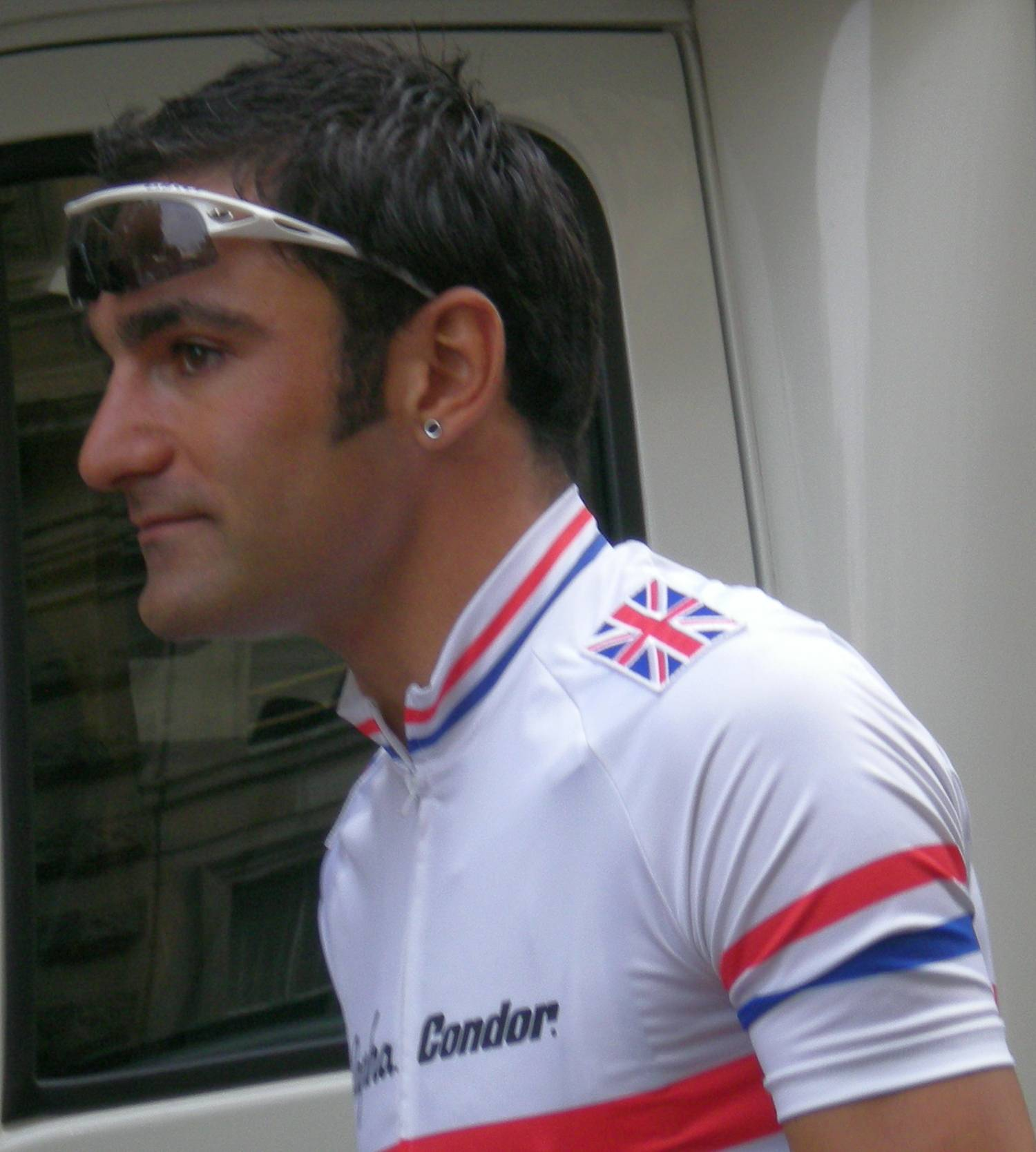
Kristian House campeão em 2009

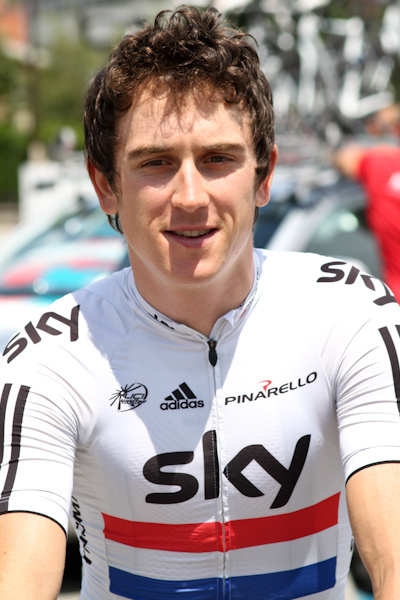
Geraint Thomas campeão do Reino Unido em 2010

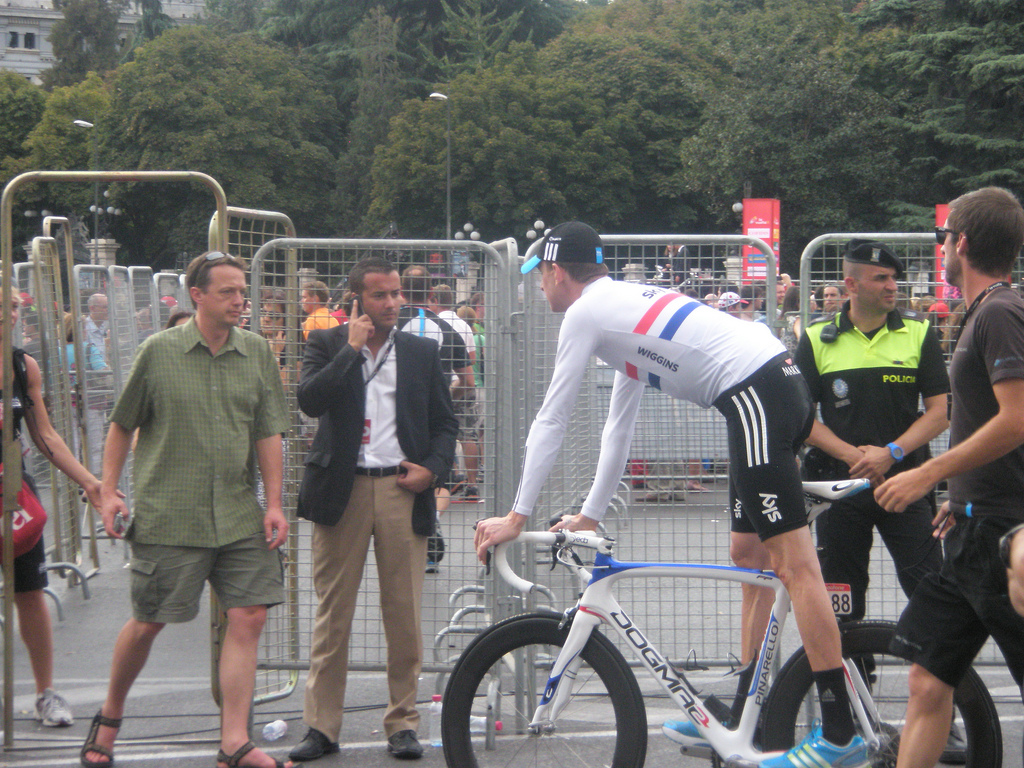
Bradley Wiggins campeão em 2011

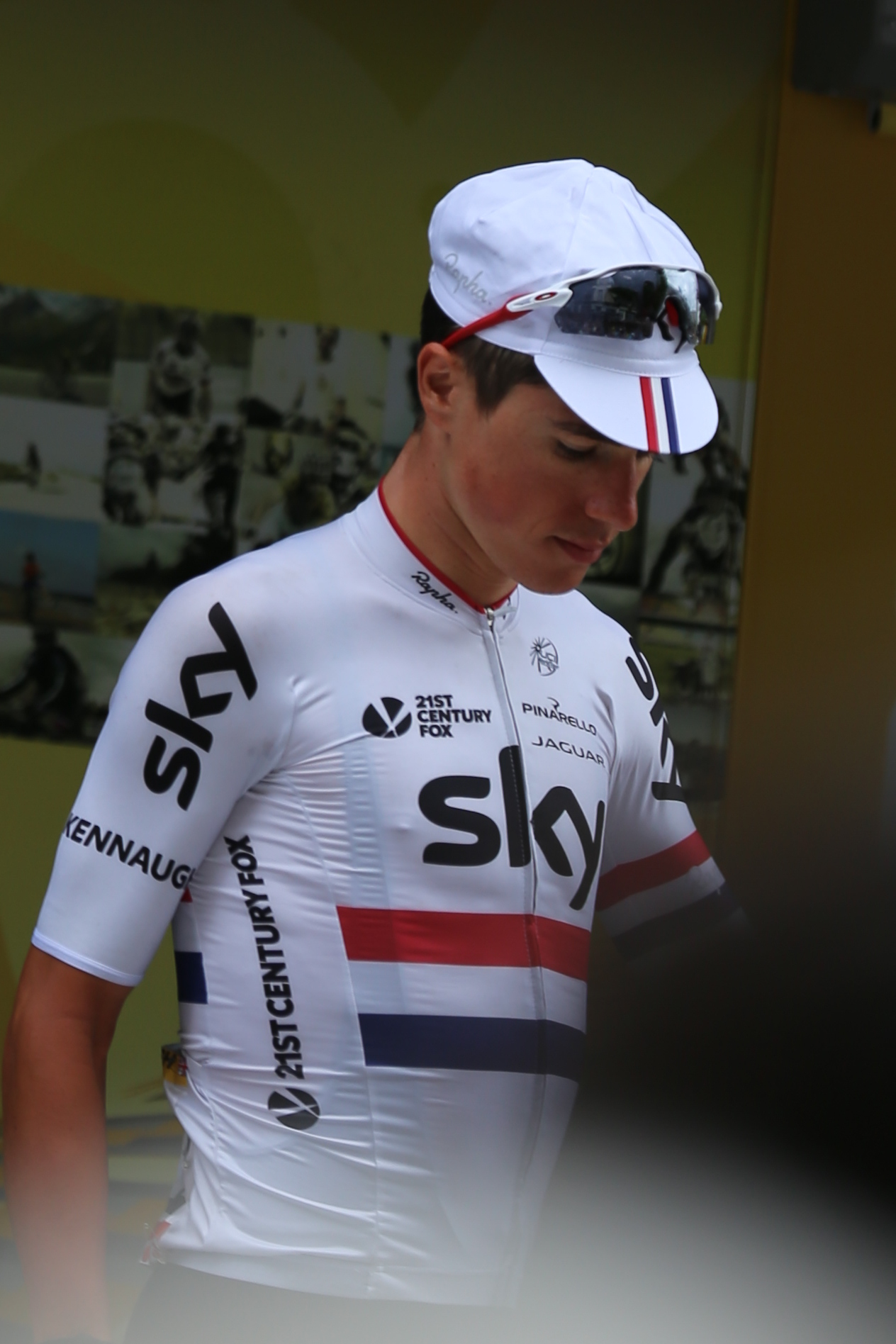
Peter Kennaugh campeão em 2014 e 2015.

O Campeonato do Reino Unido de Ciclismo em Estrada (em inglês:  British National Road Race Championships) é a corrida anual organizada para conceder o título de Campeão ciclista do Reino Unido. O vencedor obtêm o direito de usar durante um ano a maillot com as cores da bandeira do Reino Unido, em qualquer prova de Estrada.
Este campeonato disputa-se ininterruptamente desde 1946, a excepção do ano 1960, que não se disputou.

## Palmarés
| Ano  | Ganhador         | Segundo             | Terceiro         |
| 1946 | A.-H. Clark      | -                   | -                |
| 1947 | D. Jaggard       | -                   | -                |
| 1948 | Harold Johnson   | -                   | Ted Jones        |
| 1949 | Bob Thom         | Leonard West        | Mike Peers       |
| 1950 | Leonard West     | Ted Jones           | Ken Russell      |
| 1951 | Dave Bedwell     | Leslie Scales       | Bob Thom         |
| 1952 | Ian Steel        | Robert Maitland     | Gordon Thomas    |
| 1953 | Robert Maitland  | Ian Steel           | Gordon Thomas    |
| 1954 | Arthur Isley     | Alfred Krebs        | Robert Maitland  |
| 1955 | Graham Vines     | Robert Maitland     | Ken Russell      |
| 1956 | Mike England     | -                   | -                |
| 1957 | Brent Coe        | Richard Baltrop     | Brian Haskell    |
| 1958 | Ron Coe          | Brian Haskell       | Tom Oldfield     |
| 1959 | Ron Coe          | Owen Blower         | John Geddes      |
| 1960 | Não disputado    | Não disputado       | Não disputado    |
| 1961 | Dave Bedwell     | Tony Mills          | Ron Jowers       |
| 1962 | John Harvey      | Dave Bedwell        | Ged Coles        |
| 1963 | Albert Hitchen   | Ken Nuttall         | Alan Jacob       |
| 1964 | Keith Butler     | Albert Hitchen      | Ged Coles        |
| 1965 | Albert Hitchen   | Mick Coupe          | Keith Butler     |
| 1966 | Dick Goodman     | Bernard Burns       | Roger Newton     |
| 1967 | Colin Lewis      | Peter Hill          | Arthur Metcalfe  |
| 1968 | Colin Lewis      | John Aslin          | Reg Smith        |
| 1969 | Bill Lawrie      | Dave Nie            | Mick Cowley      |
| 1970 | Les West         | Brian Jolly         | Colin Lewis      |
| 1971 | Danny Horton     | Sid Barras          | Albert Hitchen   |
| 1972 | Gary Crewe       | Les West            | Derek Harrison   |
| 1973 | Brian Jolly      | Les West            | Billy Bilsland   |
| 1974 | Keith Lambert    | Billy Bilsland      | Phil Bayton      |
| 1975 | Les West         | Keith Lambert       | Danny Horton     |
| 1976 | Geoff Wiles      | Sid Barras          | Phil Corley      |
| 1977 | Phil Edwards     | Paul Medhurst       | Geoff Wiles      |
| 1978 | Phil Corley      | Bill Nickson        | Reg Smith        |
| 1979 | Sid Barras       | Barry Hoban         | Dudley Hayton    |
| 1980 | Keith Lambert    | Bill Nickson        | Dudley Hayton    |
| 1981 | Bill Nickson     | Nigel Dean          | Graham Jones     |
| 1982 | John Herety      | Sean Yates          | Bill Nickson     |
| 1983 | Phil Thomas      | Keith Lambert       | Mick Morrison    |
| 1984 | Steve Joughin    | Bill Nickson        | Malcolm Elliott  |
| 1985 | Ian Banbury      | Dudley Hayton       | Mark Bell        |
| 1986 | Mark Bell        | Adrian Timmis       | Steve Joughin    |
| 1987 | Paul Sherwen     | John Herety         | Jack Kershaw     |
| 1988 | Steve Joughin    | Nick Barnes         | Chris Lillywhite |
| 1989 | Tim Harris       | Mark Walsham        | Nick Barnes      |
| 1990 | Colin Sturgess   | Ben Luckwell        | Harry Lodge      |
| 1991 | Brian Smith      | Keith Reynols       | Dave Rayner      |
| 1992 | Sean Yates       | Brian Smith         | Chris Walker     |
| 1993 | Malcolm Elliott  | Brian Smith         | Shane Sutton     |
| 1994 | Brian Smith      | Malcolm Elliott     | Mark Walsham     |
| 1995 | Robert Millar    | Chris Walker        | Chris Lillywhite |
| 1996 | David Rand       | Andy Naylor         | David Cook       |
| 1997 | Jeremy Hunt      | Mark Walsham        | Matt Stephens    |
| 1998 | Matt Stephens    | Roger Hammond       | Darren Barclay   |
| 1999 | John Tanner      | Kevin Dawson        | Russell Downing  |
| 2000 | John Tanner      | Jonny Clay          | David Millar     |
| 2001 | Jeremy Hunt      | Robert Hayles       | John Tanner      |
| 2002 | Julian Winn      | Tom Southam         | Jeremy Hunt      |
| 2003 | Roger Hammond    | Jeremy Hunt         | Jamie Alberts    |
| 2004 | Roger Hammond    | Tom Southam         | Jeremy Hunt      |
| 2005 | Russell Downing  | Steve Cummings      | Yanto Barker     |
| 2006 | Hamish Haynes    | Roger Hammond       | Geraint Thomas   |
| 2007 | David Millar     | Daniel Lloyd        | Hamish Haynes    |
| 2008 | Robert Hayles    | Peter Kennaugh      | Dean Downing     |
| 2009 | Kristian House   | Daniel Lloyd        | Peter Kennaugh   |
| 2010 | Geraint Thomas   | Peter Kennaugh      | Ian Stannard     |
| 2011 | Bradley Wiggins  | Geraint Thomas      | Peter Kennaugh   |
| 2012 | Ian Stannard     | Alex Dowsett        | Russell Hampton  |
| 2013 | Mark Cavendish   | Ian Stannard        | David Millar     |
| 2014 | Peter Kennaugh   | Ben Swift           | Simon Yates      |
| 2015 | Peter Kennaugh   | Mark Cavendish      | Ian Stannard     |
| 2016 | Adam Blythe      | Mark Cavendish      | Andrew Fenn      |
| 2017 | Stephen Cummings | Christopher Lawless | Ian Bibby        |
| 2018 | Connor Swift     | Adam Blythe         | Owain Doull      |
| 2019 | Ben Swift        | Ian Stannard        | John Archibald   |

## Estatísticas

### Mais vitórias
| Ciclista       | Vitórias | Anos        |
| -------------- | -------- | ----------- |
| Dave Bedwell   | 2        | 1951 e 1961 |
| Rum Coe        | 2        | 1958 e 1959 |
| Albert Hitchen | 2        | 1963 e 1965 |
| Colin Lewis    | 2        | 1967 e 1968 |
| Les West       | 2        | 1970 e 1975 |
| Keith Lambert  | 2        | 1974 e 1980 |
| Steve Joughin  | 2        | 1984 e 1988 |
| Brian Smith    | 2        | 1991 e 1994 |
| Jeremy Hunt    | 2        | 1997 e 2001 |
| John Tanner    | 2        | 1999 e 2000 |
| Roger Hammond  | 2        | 2003 e 2004 |
| Peter Kennaugh | 2        | 2014 e 2015 |